# 昭和金融恐慌

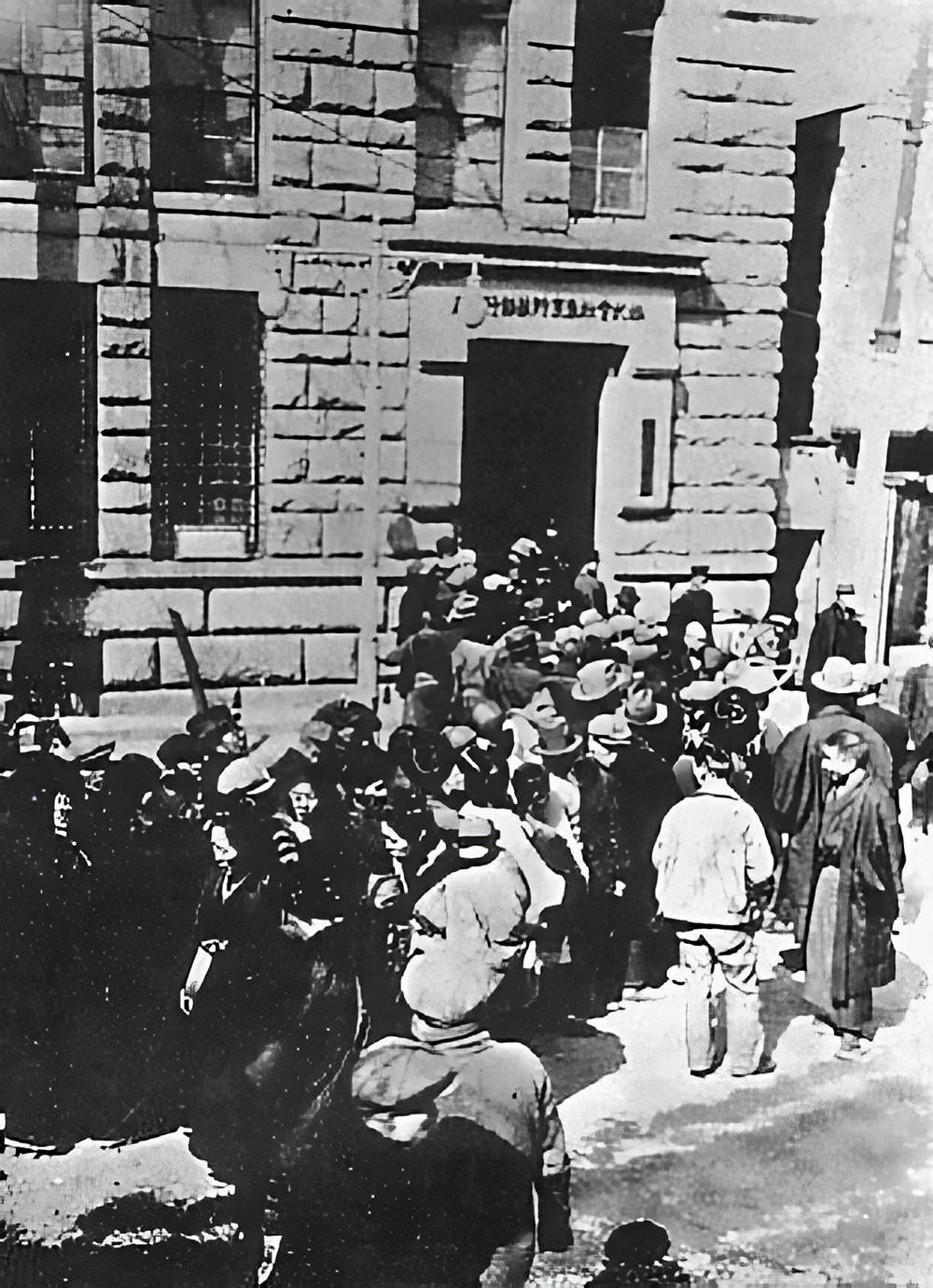
昭和金融恐慌期間的銀行擠提

昭和金融危机是日本1927年（昭和2年）3月昭和天皇在位時發生的經濟危机。
金融危机本是指一個抽象的經濟現象，但在日本若无特别说明，金融危机通常是指代1927年發生的昭和金融危机。另外，昭和金融危机以及1930年（昭和5年）受到大萧条影響的昭和危机是有所區別的不同事件。

## 概要
日本经济从第一次世界大战时的景气（大战景气）急转直下，1920年陷入战后萧条，企业、银行产生呆账。另外，用于处理1923年发生的关东大地震的震災手形变为了庞大的呆账。另一方面，中小银行受此时的不景气影响导致经营状态恶化，金融危机在全社会广泛产生。1927年3月14日，财务大臣片冈直温在众议院预算委员会上失言称“东京渡边银行终于还是倒闭了”，导致金融危机表面化，发生了以中小银行为中心的挤兑。风波虽曾一度平息，但4月铃木商店破产，台湾银行也受此波及而被迫停业，金融危机因此卷土重来。对此，财务大臣高桥是清临时加印单面印刷的200日元纸币以增加现金供应，银行也将纸币堆在店内以缓解不安情绪，金融危机最终平息。
昭和金融危机也与后来1930年发生的昭和農業恐慌（受大萧条影响使农业受到经济上的打击）并列昭和初年的产业危机。

## 背景
發生昭和金融危机的原因是，尚未成熟的金融体系，政府以不成熟的政策而無法正确处理经济危机。

### 间接原因
一方面，金融系统不完善，导致未能妥善处理坏账，引起了不安。这种不完善在大正时期便已得到认识，但在尚未充分改革前就发生了恐慌。另一方面，日本于1920年起陷入国际收支赤字，但是政策制定者怀有强烈的“金本位制思想”，无法实行积极扩大景气的政策，通货紧缩使得物价下跌，社会萧条，企业经营越发困难。

#### 银行
明治维新时期设立的银行中有许多是以秩禄处分中的金融公债（秩禄公债・金禄公债）为资本金设立的。这些银行的设立动机是将并非出自资金需求而发行的公债转化为资金，也就是随大流，因此许多银行的经营者对金融并不熟悉。此外，据说也有许多银行其实并没有资本金注入。
日俄战争后经济发展，因此政府对设立银行持鼓励态度。在明治23年修订的银行条例中，银行业被视为普通民营企业，不再有资本金的限制，各种限制也得到放宽。这一时期有资本家设立银行，也有持有多余资金的民营企业兼营银行。此外，对特定企业贷款额度的限制也被取消，贷款资金高度集中的情况受到了容许。
与特定企业关系密切的银行俗称机关银行。这类银行是资本家以丰富的资金为资本设立、由民营企业兼营的银行，将吸收的存款用于执行特定企业的业务，通过获得的利润支付利息。由于此类银行将融资资金集中提供给特定企业，因此企业业绩一旦恶化就会直接给银行经营造成不良影响。另外，受特定企业不透明的财务状况影响而导致经营恶化的银行也时有出现。
另外，欧洲银行业是始于货币兑换，随着产业的发展对金融功能产生了更多的需求而发展起来的，但日本却是仿照海外金融系统先行设立了银行，因此起初金融需求不足，产生了银行自己创办企业制造需求的倾向。这也是偏重向特定企业提供贷款的原因。

##### 東京渡边銀行
前身为第二十七国立銀行，后于1920年改名为東京渡边銀行。是向经营家族关联企业提供大额贷款的倾向十分突出的机关银行，但战后的经济不景气使贷款无法回收，关東大地震之后经营情况恶化。

##### 台湾銀行
台湾银行是1895年台灣日治后依循日本政府的國策設立、持有紙幣發行權的特殊銀行。设立之初是为了扶植在台湾发展的产业，但后来通过樟腦交易加深了与日商鈴木商店的聯繫。也由于此时形势恶化，向中国大陆的贷款规模缩小，台湾银行希望开拓新的融资市场，因此借着向铃木商店提供贷款，将业务扩展到了内地（日本本土）。同时，台湾银行的贷出金额迅速膨脹，其作为机关银行的色彩变得更加浓厚。但是，由於一戰後的不景氣，鈴木商店的經營管理開始惡化，大量贷款难以收回，不得不以贷还贷。隨後，台湾银行曾策划将金子直吉从铃木商店的经营层中排除、缩小贷款规模，但以失敗告終。
另外，台湾银行每当面临经营危机时都依靠日银的特别贷款和大藏省存款部的贷款。进入1920年代以后，对借款的依赖进一步增加，除特别贷款、存款部的贷款之外，也相当依靠同业拆借市场的流通资金。

#### 産業構造
在殖產興業的政策下，产业振兴受到大力鼓励，但是到了大正时期，日本经济的很大一部分仍然由丝绸等轻工业所支持。炼铁、造船等重工业也渐渐兴起，到第一次世界大战时已替代了欧洲发达国家衰退的产业，但产品品質则仍有不及，当战后欧洲各国产业复兴后，在亚洲获得的市场又遭到夺回。这是战后大反弹（1920年）的原因之一。
开业于1874年的铃木商店在1899年取得了台湾樟脑的销售权，并在此时加深了与后藤新平的关系，拉近了与政界的距离。第一次世界大战时期利用海外电报预测战争将长期化，未雨绸缪进行投机和企业收购，获得了巨大的收益。业务所需资金主要依靠银行，特别是来自台湾银行的短期贷款。据说之所以采用此种方针是由于金子直吉不愿意通过股份进行集资，认为该方式无法摆脱股东意向的影响，但这也是在遭遇经营危机时立刻陷入资金困难的原因之一。
另外，据说金子直吉善于扩大经营，却不会放弃亏损的业务。另一方面也有意见称扩大经营是希望日本产业发展的金子有意为之。

### 直接原因

#### 第一次世界大战
在1914-1918年间的第一次世界大战中，日本参与有限，未蒙受直接损失。另一方面，当时世界的生产中心欧洲沦为战场，生产及出口均下跌，于是全球需求便由战区外的各国承担。同时，战争所需的物资、武器的需求增加，日本提供了以船舶供应、海运业务为中心的物资及服务。所谓“凭船暴富”的现象在此背景下产生，日本经济呈现出繁荣景象。在此时期，日本从明治以来的债务国转变为债权国，本位币储备大大增加。
战争结束、战时需求消失后的反弹受到了足够的警惕。日本有过甲午战争和日俄战争后经济反弹的经验，因此未陷入严重的萧条，在战后半年左右就摆脱了经济反弹。另外，欧洲产生了战后重建的需求，日本继续为此进行出口，而未直接遭遇战祸的美国经济形势良好，由此也带动了日本经济进一步向好（战后风潮），对于创业、生产的投资也十分积极，但这些投资最终演变为了投机，由于战时景气而资金充裕的银行也积极提供贷款支持投机行为。这一时期股价、地价均有提升。
进入1920年后经济出现转折，3月15日东京股票市场大跌，4月大阪的增田证券经纪银行资金链断裂，经济混乱致使股票、商品市场被迫暂时关闭。欧洲生产恢复后日本的出口也随之下降，而7月美国经济已明显进入衰退期，因对后市乐观而扩大了经营的企业境况突变，背上了呆账（1920年大反弹）。采取扩大经营路线的铃木商店也是承担了大量呆账的企业之一。
事后看来，此时的萧条已十分严重，但在当时被误认为是经济周期中常见的经济衰退而未及时采取处理呆账的根本对策，可以认为是政策的失误。

#### 关东大地震
1923年发生关东大地震，由于担心东京、神奈川的受灾企业开出的票据无法结算，政府立即发布了延缓偿付令，接着日本银行对票据进行再折价（地震票据），将流动性赋予难以结算的票据，以防止经济活动的停滞（日银特别贷款）。然而，在从被提交到银行的票据中甄别需要盖地震票据证明章的票据时，那些确实受灾、一时难以支付的票据也大多是丧失了生产手段或担保资产的企业所开具，由于风险大而被绕过。另一方面，除了受灾程度低的安全票据优先受到选择，那些因一时不景气或投机失利而变成呆账的票据也由于有担保而被视为安全票据，成为了再折价的对象。此过程中混入了许多与地震并无直接关联的票据，产生道德风险，因战后萧条所导致的呆账未能得到根本解决，成为了遗留问题。
此外，灾后重建时海外进口增加汇兑造成日元贬值的同时也导致了库存的积压，挤压了国内生产，加剧了萧条。
另外，一直有广泛传言称通过地震票据救市的策略是在铃木商店金子直吉的策动下实施的，他此举意在将日银特别贷款挪用于填补台湾银行的未结算票据，并且据称政府知情并默认了挪用。
作为地震票据再折价的票据支付期限定为2年，但正如上文所述，这些票据都是较为安全或看似安全实则因投机失败而已无法支付的恶性票据。至1924年3月的受理期限为止，日本银行所折价的票据已超过了1亿日元的政府补偿额度，达到了4亿3千万日元，不过在最初的几个月，结算速度却好于预期。但是这种势头渐渐慢了下来，到宽限期结束时尚有2亿日元票据未结算，其中绝大部分都是投机失败几乎结算无望的不良票据，这些票据成为了金融的不稳定因素，被称为“财界之癌”，但仍在不得以之下两度将支付期限延长1年，一直延期到了1927年9月。

#### 金本位及汇率变动
金本位交易体制自19世界中期起逐渐确立，日本也将在甲午战争中获得的赔款作为准备金，于1897年施行了货币法，规定0.75g黄金=1日元(100日元=49.875美元)，正式确立了金本位。此后的20年间，比价、汇率均维持不变。
第一次世界大战开始后，欧洲各国陆续废除了金本位，1917年美国宣布暂停黄金兑换后，日本也紧跟其后，在实质上停止了黄金的兑换，寻求在战后恢复金本位的机会。然而由于战后大反弹、经济混乱而未能找到机会，又受到关东大地震后的贸易逆差影响，原先基本维持在100日元=49.875美元的比价到1924年末已下跌至40美元。政府对财界进行整顿，希望通过改善经济状况的方式恢复外汇平价，但在对此早有预测的投机势力的炒作下，汇率于1925年末急涨到了近49美元，之后又大幅波动。
虽然日本成为了战后组成的国际联盟的常任理事国，跻身一战后世界五大国之列，但日本的经济规模仍较小，停止了黄金兑换、与黄金脱钩的通货“日元”便带上了金融商品的色彩，成为了投机的对象。这种汇率紊乱、被投机势力左右而大幅波动的情况不利于经济，以贸易界、金融界为中心的经济界为稳定外汇而要求放开黄金出口。另外，世界各国在战后已陆续恢复金本位，1922年4月至5月热那亚会议召开期间，各国在就战后货币 经济展开讨论时也要求日本恢复金本位。
另一方面，要放开黄金出口就必须先从根本上整顿自1920年以来的呆账和地震票据，该如何处理就成为了一个无从回避的重大课题。也有意见认为只要强行开放黄金出口，企业的经营结构就会受到考验，不健全的企业将被自然淘汰，呆账也就会自然解决(清算主义)。
另外，在恢复金本位时，有些国家是按照战后的经济形势制定汇率的，例如法国将货币贬值至原有的1/5，德国、意大利也更改了比价。日本在关东大地震后日元贬值时也曾有过依据经济形势制定新比价（100日元=40美元左右）来恢复金本位以稳定汇率的意见。然而，美国1919年率先恢复金本位和曾是世界金融中心的英国在1925年恢复金本位时都维持了战前的比价，终于跻身列强的日本却让日元贬值是国力低下的表现，将有损国家威信、无异于“国耻”，希望以原有比价（100日元=49.875美元）恢复金本位的意见占据了优势。另外，由于比价是通过法律规定的，因此大多数意见认为尤其重视外交外贸、积极推动黄金出口放开的宪政会（政党）若在没有足够势力的情况下推动修法将可能招致议程的混乱，成功的希望不大。最终政府还是意图以原有比价恢金本位，采用了一系列经济政策进行间接引导，例如通过调整央行贴放利率和黄金支付的方式以引导汇率，加藤高明内阁的财务大臣滨口雄幸采取紧缩的财政政策等等。然而，由于采用了紧缩性财政政策，日元又居高不下，导致出口不振、物价下跌，日本国内的经济局面继续恶化。

#### 政界
大正中期有两大政党，分别是宪政会和立宪政友会，它们与后来成立的革新俱乐部并称护宪三派。1922年，立宪政友会内部围绕高桥是清所计划的内阁改组的内容产生了分裂，以获得政权为优先目标的床次竹二郎等人支持1924年成立的清浦内阁，脱离立宪政友会成立了政友本党。此时政友本党占据最多席位而成为了执政党，但由于支持超然内阁而在1924年的总选举中失利而减少了议席，另一方面立宪政友会也重振了势力。清浦内阁总辞、护宪三派成立加藤高明内阁后，由于宪政会与立宪政友会的对立、立宪政友会与革新俱乐部的合并，护宪三派宣告解体，1925年8月宪政会单独组阁后，政友会与政友本党之间出现和解的动向，特别是1926年夏的朴烈案更加剧了这种倾向。当年末，立宪政友会与政友本党在后藤新平的斡旋下达成了合作（政本合作），但在1927年2月又形势突变，为阻止立宪政友会掌握政权，宪政会与政友本党达成秘密合作（宪本合作），立宪政友会被孤立了。
宪政会中有成员出身自三菱，而立宪政友会则与三井关系密切，也有出身自三井财阀的成员。因此有一种看法认为立宪政友会抨击地震相关法律的行为是意图阻碍与三井存在竞争关系的铃木商店在法律上获得实质救济。另外还有一种流传甚广的说法是，掌握了铃木商店是地震票据幕后推手这一信息的财界人士将此作为攻击执政党宪政会的材料透露给了立宪政友会。
宪政会与立宪政友会同为护宪派，二者的政策、主张与其他政党相比更为相似。在第二次护宪运动中实现普遍选举以及打倒清浦内阁之前，两党是团结协作的，但当目的达成之后就失去了大的论点，而为了获取政权又必须积极宣传本党的主张以争取支持，于是微小的差异也被大作文章，反而造成了两党的对立。
此外，当时政党政治中的宪政惯例是，当内阁因失政倒台时就由议席数最多的在野党担当内阁。因此，在野党也有为获得下一届政权而趁现任执政党失政而攻击执政党，以将其赶下台的行为。
就在此过程中，两党的政策差异也越发显露。宪政会采取的是稳健乃至合作的外交政策，经济上也重视对外贸易。其志在恢复外贸的基础也即金本位（放开黄金出口），为此倾向紧缩性财政政策。而立宪政友会则采取积极的外交政策，为了保卫在中国东北部的权益而主张以增加军事预算为中心的积极性财政政策。而且由于为确保军费需要进行借款，因此对放开黄金出口持反对态度。
并且，1925年田中义一从陆军投身政界，成为了政友会总裁，与田中关系亲密的铃木喜三郎、久原房之助等人也相继入党，但他们亲近亲军派和日本民族主义者，对护宪派抱有反感。在总裁拥有强大权力的政友会内，当田中及其党羽掌握了党内实权之后，党内要职便渐渐被亲军派取而代之了。

#### 裁军
帝国海军很早就在推进旨在加强和更新主力战舰的八八舰队计划，一战时期已开始在该计划的第一阶段八四舰队案中建造以主力战舰长门、陆奥、加贺（加贺、土佐）、天城（天城、赤城）和翔鹤号航空母舰为首的舰艇。由于战后经济局面继续向好，1920年通过了《国防所需兵力第一次修订》预算，开始为组建八八舰队建造大批以战列舰、巡洋舰为主的舰艇。铃木商店也将经营重心从需求不大的民间船舶转向造舰需求有望扩大的军方，但之后就遭遇了大反弹。美国总统沃伦·哈定对经济衰退中仍然增加的军事预算和他国尤其是日本的扩军感到担忧，因而提出裁军会议并邀请了正在苦于重建的欧洲各国，于1921年召开了华盛顿会议。本次会议上签订了关于限制舰艇保有量、建造量的华盛顿裁军条约，帝国海军的作战装备因此受到削减，尤其是在造船方面，建造新舰艇的需求骤降。为此，政府向造船企业支付了了一定额度的补偿金，但与海军进行了最大额交易的铃木商店还是因交易额减少蒙受了损失，铃木商店旗下的神户制钢所和与铃木商店关系密切的川崎造船也因订单减少而致使业绩恶化。

### 危机即将爆发时的情况
1924年6月护宪 三派联合成立了加藤高明内阁，但在1925年8月变成宪政会单独组阁（第2次加藤内阁）。这届内阁的方针是放开黄金出口，因首相加藤高明突然去世而在1926年1月成立的若槻内阁也延续了该方针。此时宪政会是议席未过半数的执政党，预计执掌议会将有困难，因此党内出现了举行总选举以打破现状的意见，有意拱若槻上位的西园寺公望也希望举行选举。但若槻本人对此则较为消极，结果宪政会还是只能在席位不过半的情况下执掌议会。
若槻内阁虽然在政友本党的协助下在1926年的第51回帝国议会中全身而退，但夏秋之间就接连发生了轰动一时的朴烈案和松岛游廓疑案。朴烈案男女嫌疑人在预审中相拥的照片被公开导致舆论哗然，还发生了法务大臣江木翼遭暴徒投掷污物的事件。据说这些都是北一辉的阴谋，目的是使大众对司法当局的能力乃至政府的执政能力产生怀疑从而推翻若槻内阁。另一方面，松岛游廓案中则曝出不动产业者为争夺游廓搬迁地而向政治家献金的疑云，进而演变成了若槻礼次郎以现职总理大臣之身在预审中受审并被控伪证罪等前所未有的事态。凡此种种，成为了第52回帝国议会开始时在野党攻击政府的口实。
1925年9月就任财务大臣的片冈直温是主张尽早放开黄金出口的人物，上任后积极着手修订积弊多时的银行法、清理呆账和整顿负有大量呆账的台湾银行，以为放开黄金出口扫清障碍。事后他表示原本计划在1927年夏放开黄金出口。在向帝国议会提交地震票据相关法律时，他曾慎重部署，事先与在野党立宪政友会总裁田中义一私下谈判，争取对方的支持，但田中并非立宪政友会元老，又是不久前才从陆军转投政界，因此未能完全团结党内重要人物。
大藏省当时正在为修订银行法做准备，同时还为整合经营陷入危机的银行而向各银行经营者听取情况，计划将包括东京渡边银行在内的4行进行合并，重新组成新的银行。据说大藏省在此过程中把握了东京渡边银行内情的严重性，并向银行方面暗示将在3月14日传唤其专务。
日本经济一直无法摆脱1920年大反弹之后的慢性萧条。民间在1920年、1922年、1923年都发生过挤兑，其中与地震票据相关的呆账更加深了社会的不安情绪。
中国大陆方面，1926年7月蒋介石率领国民党北伐，日本握有权益的满洲日渐受到威胁。对此，执政党宪政会的若槻内阁采取穏健政策，没有使用强硬的应对措施。这也是招致枢密院不满，在事后若槻内阁前来协商发布勅令一事时将之回绝的原因之一。

## 第52回帝国议会
第52回帝国议会于1926年12月24日发起，25日大正天皇驾崩，皇太子裕仁亲王登基，改年号为昭和。
议会于26日召开，新年过后即是昭和2年（1927年），但政界中朴烈案和松岛游廓疑案造成的混乱还在持续。
另一方面，经济处在日元升值、物价下跌的低迷局面下，1920年大反弹时产生的呆账的隐患也并未除去，而是改头换面变成了地震票据。同时，社会上认为地震票据未能实现其原本的机能，而是被用于救济、支持特定政商，因而对此展开了批判，矛头同样也指向了容许此做法的政府。特别是为铃木商店的超额经营提供了大量贷款而无法收回的台湾银行被怀疑持有大量地震票据而遭到非难，并威胁到了其他持有地震票据的银行的经营。
政府决定尽快处理这些地震票据，实现黄金出口的放开。然而批判政府的立宪政友会借朴烈案及松岛游廓疑案作文章，提出若槻内阁弹劾上奏案，表明了对立姿态。
若槻首相与立宪政友会总裁田中义一、政友本党总裁床次竹二郎举行会面，表示新皇刚刚登基应避免政治斗争，并暗示自己将在议会闭幕后下台，以此为条件让二者答应协助此后的议会运营（三党首会谈）。
加上片冈曾直接找田中谈判得到对方承诺协助后，于1月26日向议会提交地震票据相关法律，内容为发行10年期国债以在当年9月30日前将地震票据全部处理完毕。原本计划是立宪政友会依照商定的内容撤回内阁弹劾上奏案之后再审议法案，因此法案被认为将于3月4日在众议院获得通过而被送往了贵族院。
然而，宪政会部分成员不满若槻在三党首会谈中私自对政敌妥协甚至承诺让位，于是私下结成派系谋求维持政权，与政友本党接触并于2月26日达成协作（史称宪本协作，或宪本联盟、宪本联合）。此举是意在通过合作形成事实上的新党派接受天皇的组阁命令，即使天皇未下令组阁也可以由政友本党取得政权，阻止政权被移交给立宪政友会。当然，这原本是秘密事项，但在宪政会干部的疏乎之下被泄露。

## 三月危机
3月初宪本合作曝光、得知其目的是维持政权后，立宪政友会的态度转硬。田中令人向片冈转达了无法继续协助的意向，但内阁弹劾上奏案已经撤回，无法重新提出，所以此后立宪政友会将地震票据相关法律作为政治斗争的工具加入了攻击。据说此时是财界掌握着地震票据的具体内情并泄露相关情报提供了攻击材料。
虽然宪政会解释地震票据相关法律的目的只在于确保金融安全，但立宪政友会则提出向来与地震票据相关的日银特别贷款实际上是针对特定政商的救济政策这一疑点，攻击此为“官商勾结”，要求公开呆账的具体内容和金额。接着，立宪政友会又进一步逼迫宪政会表明本法案的实际目的在于救济因向铃木商店提供大量贷款而陷入经营危机的台湾银行、进而救济铃木商店。
为让法案尽早通过，执政党宪政会逐步公开了地震票据的内情，后又在贵族院召开秘密恳谈会将具体内容及法案的真意传达给在野党以寻求协助，但却被传媒公开而为大众所知。原本坊间就一直流传着台湾银行持有大量地震票据，以及台湾银行和铃木商店勾结的说法，此时得到证实，并且曝光的内情显示不良地震票据共2亿余元中台湾银行就占了约1亿、其中7成都与铃木商店有关，经济危机因而更具真实感，再加上日元高汇率导致的景气低迷，民众的不安进一步加深。

### 片冈财务大臣的發言爭議
3月14日，就在众议院预算委员会的审议开始之前，苦于筹措当天结算资金的东京渡边银行的渡边六郎专务等人在下午1点半左右向大藏次官田昌陈情，表示“如果没有救济补贴，将不得不在本日宣布停业”。田昌赶往会场欲与片冈大臣商议对策，但因议会正在审议中而无法直接会见，便通过书面向片冈说明了情况。另外，虽然渡边专务的陈情是为了寻求救济，但大藏省已在过往的调查中得知了渡边银行的困境，因而误会专务是为报告停业而来。田昌在前往预算委员会审议室时将事务次官原邦道介绍给了渡边专务，指示他与后者商议“银行停业的善后之策”。
另一方面，东京渡边银行见获取大藏省支援无望便另寻对策，成功从第百银行取得资金，顺利完成了当天的结算。东京渡边银行致电大藏省说明情况，原邦道收到了该消息，但田昌已经赶赴会场，无法立即接到通知。
此时，预算委员会要求向为处理地震票据而陷入困境的银行盘问对策，以及公开持有地震票据的不良银行和业绩不良的企业名单。

而片冈财务大臣担心公开企业情况将引发信用危机，于是结合次官递上的东京渡边银行停止付款的消息（写有正午时停止付款及存款金额等情报），表示将负起大臣的责任，切实为倒闭银行找到整顿接收财产的机构，办理合并手续，其中在举例近期倒闭银行时说：
|  | ・・・十分遗憾，今日正午，渡边银行终于还是倒闭了・・・ |

有评论认为，由于贸然以原理原则拖长审议会导致应对推迟、恶化这种银行被逼倒闭的状态，因此谈及具体的倒闭银行案例是为了避免这种结果的发生。
另一方面，陪同片冈的大藏省文书科科长青木得三从会场回到大藏省收到了东京渡边银行已筹得资金的报告，并让随行人员致电确认了银行正在正常营业的情况。由此青木得知片冈的发言有误，为防止错误言论见报而致电具有报道阻止权的内务省 警保局局长松村义一，但松村表示片冈既已作出此番发言，便已无法阻止。就这样，片冈的“东京渡边银行倒闭”发言在翌日见报。除此之外，直接听到了议会发言内容的储户也涌向即将下班的东京渡边银行，挤兑就此发生。
据说被“宣告倒闭”的东京渡边银行的渡边六郎专务在赶往财务大臣官邸确认片冈的发言后笑了不过另有说法称此举不符合渡边专务的为人，片冈也并不相信。
无论如何，东京渡边银行高层在当晚决定与姐妹行赤地储蓄银行共同在翌日停业。当时两银行都尚未摆脱经营危机，停业只是时间问题，因此外界认为他们是利用财务大臣的失言宣布停业以推卸责任。
事发不久，对于“宣布仍在经营的银行倒闭而造成混乱”一事，传媒将片冈的发言视作失言大肆抨击，在野党也指出“打算停业的银行不可能四处筹措资金”，攻击片冈因失言将银行逼至倒闭。然而片冈始终坚持“渡边银行14日前来报告停业”的态度，并在之后公布了证明此说法的随行专务亲笔说明以求平息事态。外界怀疑该亲笔说明是专务事后按照片冈的意思所写的，但专务对此未予置评。

### 影响
具有一定规模的东京渡边银行突然停业的消息经传媒报道后，恐慌情绪扩散，以关东为中心发生了挤兑风潮。起初是被认为持有大量地震票据的银行遭到挤兑，接着渐渐蔓延到关西，中井银行、左右田银行、八十四银行、中泽银行、村井银行都被迫停业。对此，日银于21日实施了紧急贷款，力求平息事态。另一方面，在野党则追究片冈的责任，国会一片混乱甚至发展成斗殴，但地震票据相关法律则在附带“整顿台湾银行”决议后于23日由贵族院通过，事态就此平息。接着帝国议会于26日闭会。

## 四月危机
虽然3月的挤兑风波平息了，但台湾银行（台银）仍然持有大量地震票据，也有不少其他银行仍面临经营危机。
台银早先就向铃木商店提供了多额的贷款，这些贷款在铃木商店由于1920年大反弹而导致经营恶化时变成了不良债权。虽然以地震票据的形式获得了临时资金，但却迟迟无法结清。可是，由于台银是以政府责任设立的特殊银行，一旦倒闭将会打击日本政府的对外信用，因此事关重大。事实上，此前每当台银陷入危机，政府都会令大藏省拨款救济，所以普遍看法也都认为台银此次不可能倒闭。据说执掌铃木商店的金子也是预见到这一点，才与台银建立了深切的联系。此外，铃木商店曾有一段时期的交易额甚至凌驾了三井，因此铃木商店一旦倒闭，将牵连众多与之有过业务关系的企业和持有其债权的中小银行，对日本经济造成严重的负面影响，所以金子也期待政府不敢下决心整顿，只能将台银连带铃木商店一起救济。
而由于地震票据相关法律通过，意味着确定了将由政府出面通过国债填补未结清的地震票据资金窟窿，最终转嫁给纳税人。台银和铃木商店都由此获得了喘息之机，从这方面上说，局面发展确实如金子所料。
然而就在基于地震票据相关法律的补偿即将实施时，国会审议过程中发现台银背负着高达1亿多元的债务，几乎是未结清的2亿多地震票据的一半，此外还有大量提供给铃木商店的贷款，而且由于地震票据相关法律还特别加上了“整顿台湾银行”这一附带决议，导致对台银经营的疑虑扩大，同业拆借市场资金撤走，资金流恶化。另一方面铃木商店也被撤资，于是铃木商店又向台湾银行寻求借款以填补，台银的经营状况因而更加艰难。
不得以之下，台银于3月26日决定与铃木商店切割，通知其27日起不再提供新的贷款。据说台银之所以下定决心切割，是由于政府私下表示将提供救济，特别是在议会讨论中曾暗示过“即使让铃木商店破产也会维持台银”。然而，台银与铃木商店切割的消息在4月1日一经报道就引起了储户的恐慌，导致了挤兑，4月5日铃木商店发布通知停止新的交易，事实上陷入停业。
此时台银提供给铃木商店的贷款有3亿5千万日元，各银行均认为若台银无法收回这些资金也将迟早破产，于是齐齐从拆借市场撤回了贷款，并开始向台银回收债权。极其依靠拆借资金的台银立刻走投无路，请求日本政府救济。
政府于是催促日本银行向台银提供特别贷款。日银在此前救济银行时都提供了特别贷款，但由于台银的规模过大，日银称必须有承诺提供补偿的法律背书，否则无法提供贷款。此时帝国议会已经闭会，因此政府依据大日本帝国宪法第70条的规定，寻求发布紧急敕令代替法律，但枢密院认定此举违宪而在17日加以否决。虽然据说这也是由于枢密院顾问们并未认识到此时属于经济上的危机事态，但此举背后的确存在对外务大臣币原喜重郎的外交政策抱有强烈反感的伊东巳代治、平沼骐一郎等重量级枢密顾问官与立宪政友会合谋倒阁的阴谋。若槻内阁在4月20日全体引咎辞职，天皇下令由立宪政友会的田中义一组阁。
另一方面，未能得到日银特别贷款的台银在18日宣布关闭内地及海外分行。台银身为特殊银行，一直被认为将获得政府救济，最后却仍然是停业收场，令全国各地产生恐慌情绪，挤兑风潮进一步扩大。
18～19日，除了大阪的知名银行近江银行、泉阳银行相继停业，蒲生银行（滋贺）、苇名银行（广岛）也宣布停业。20日，西荏原银行（冈山）、广岛产业银行停业，到了21日，甚至连东京的大银行十五银行也宣布停业。十五银行由华族出资创办且负责宫内省的会计业务，作为御用银行享有极高的声誉和信誉，坊间甚至传言“平民能在这里开户存钱就已经面上有光”“要是连这里都停业，那其他银行早就停业了”。然而实情是，由于过去兼并的银行所持有的松方系企业的债权未能回收而变成了不良债权，最后停业告终。
在一系列的混乱中，日银虽不断提供非常贷款尽力维持货币供应，但由于贷款额达到了前所未有的规模，纸币库存终告见底。后来甚至连已结束发行的旧币和因劣化而不堪使用的纸币也投放了出去，但仍然无法满足需要，最终开始拖延回应来自各银行的现金支付要求。
在此期间，受命组阁的立宪政友会总裁田中义一任命高桥是清为财务大臣，于21日组阁，着手处理金融危机。
高桥为在全国实施暂缓支付令，根据大日本帝国宪法第8条的规定申请发布紧急敕令，枢密院此次也一改之前的态度批准了申请。另外，由于暂缓支付令从公示（敕令发布）到施行需要两天时间办理相关手续，政府通过兼任票据交换所理事长的三井银行池田成彬和担任银行集会所所长的三菱银行串田万藏要求全国银行在4月22日（周五）和23日（周六）两天集体暂停营业，银行方面予以了响应。
同时开始全力供应现金，紧急制定了单面印刷背面空白的急制200日元纸币票样并印刷了500余万张，在银行休息的24日（周日）送达。银行将大量供应的现金堆在店内，展示足以顺畅支付的能力。25日起，500日元限额的暂缓支付令生效，来到银行取款的人们看到店内堆积的现金放心了下来。接着，在为期三周的暂缓支付令到期日5月12日之前又加印了750万张200日元纸币送到银行，在暂缓支付令到期后也有序平息了金融危机。

## 事後處理
停业的银行中，有些被其他银行兼并、有些在整顿后重新开始营业，但存款额被削减了。
制定銀行法，並且指定三井、三菱、住友、安田、第一為緊急救難銀行。

## 評價
与一般危机相比，个人（储户）对金融的不安引起了挤兑但未造成整个产业的崩溃，从这一点上来说本次金融危机是个特例。
从前文所述的金融系统的缺陷和危机应对的失误来说，又有与泡沫经济相似的地方。

## 影響
这场挤兑风波使国民认为在小银行存款不安全，转向有财阀等方面背景的大银行。因此，存款向大银行（特别是被称作五大银行的三井、三菱、住友、安田、第一）集中，财阀的力量变得更加强大。
受经济混乱影响，黄金出口的放开被延后。
政界方面，宪政会、政友本党由合作发展为合并，在6月正式成立了立宪民政党。

## 脚注

### 注解
1. ↑  后来的分析认为1920年的大反弹才是真正的战后萧条。
2. ↑  由于特定物品以救援物资为名目进口时可以免除关税。
3. ↑  马关条约中所定的赔款为白银2亿两，加上归还辽东半岛补偿金3000万两白银及其他款项，共计收取了折合白银2亿3150万两的3800余万英磅。
4. ↑  美国9月10日宣布停止黄金兑换和出口，两天之后的12日，日本也发布大藏省令第28号《关于取缔金币及金条出口的通知》暂时将黄金出口改为了许可制，但许可从未发出过，事实上禁止了黄金的出口。
5. ↑  中心是香港投机商，因此也被称为“香港势力”。
6. ↑  虽然如此，英国遭遇战乱、产业受到打击，对殖民地的影响力也下降了，其国力已然衰退，英磅事实上已经贬值，却仍以战前的比价恢复，这导致英磅的估价过高，使英国景气低迷。
7. ↑  例如加藤高明就是从三菱投身政界的岩崎弥太郎的女婿。
8. ↑  如无产政党等。
9. ↑  凤翔号航空母舰的改良舰。与后来的第二次世界大战中使用的翔鹤级航空母舰为不同舰艇。
10. ↑  英国、法国、意大利、中华民国、荷兰、比利时、葡萄牙。
11. ↑  虽然此时八八舰队计划中的长门、陆奥已经竣工，战列舰加贺、土佐，巡洋战列舰天城、赤城、爱宕、高雄，翔鹤号航空母舰正在建造，战列舰纪伊、尾张的建造命令刚刚发布正待开工，造船业界呈现繁荣景象，但除了改装为航空母舰的天城、赤城之外全部宣告中止。同时还有多艘正在或计划建造的以巡洋舰、驱逐舰、潜艇为首的辅助舰艇也因华盛顿裁军条约的规定而被削减。
12. ↑  在1924年众议院选举中，宪政会拿下了151席，立宪政友会拿下了100席，革新俱乐部拿下了30席，政友本党拿下了116席，护宪三派共计掌握281席，超过了总计464个席位的一半，但单论宪政会的议席则不到总席位的1/3。
13. ↑  日本政坛过去或多或少都存在选举干涉，取得了政权的执政党举行总选举以扩大本党势力的行为也时有发生。本来1924年的选举应该由选举管理内阁，也就是清浦内阁来主持，但在宪政会党内认为在本党掌权的情况下举行选举将大为有利。
14. ↑  据说是由于若槻自认是个“不会募款的总裁”，如果在缺乏资金的情况下举行选举，一旦失败就难以挽回，因此不愿举行选举。
15. ↑  片冈对前任财务大臣早速整尔怀有竞争意识，意欲达成后者未能做到的整顿呆账和开放黄金出口。对于地震票据也没有采用再延期一年的权宜之计，而是选择通过地震票据相关法律从根本上加以解决。
16. ↑  东京渡边银行、中井银行、中泽银行和村井银行。
17. 1 2  特定政商主要指铃木商店。
18. ↑  文书中的“预算通过时，也应在政府内完成深思熟虑之事”据称就是在表示若槻内阁将下台让位给立宪政友会。
19. ↑  大日本帝国宪法第71中规定，若预算未在会议中得到通过，便以与上一年相同的额度执行。这将导致预算的僵化，对于主张积极财政政策的立宪政友会而言，取得政权后将不得不在受限的情况下运营政府是很难接受的，因此他们为了让预算案通过而被迫妥协。
20. ↑  据传是在提交法案的四五天前。
21. ↑  宪本合作达成之后可形成占有近270议席的新政党，满足接受天皇组阁命令的条件。而且政友本党的议席原本就多于立宪政友会。
22. ↑  虽然在先前的三党首会谈中谈妥了将政权让给立宪政友会，但搬弄这种策略是立宪政友会难以容忍的行为。另一方面，宪政会则坚称并未同意让位。
23. ↑  具体而言是“满脸喜色”，但仅有一位大藏省官员如此描述，无其他类似证言。
24. ↑  政府设立台银整顿委员会调查台银的经营状况，制定稳定经营基础的法律并进行处理。
25. ↑  即俗话所说的 "Too big, to fail." 太大了而不能倒。
26. ↑  不再以贷还贷，从到期的短期贷款开始逐步回收债权。
27. ↑  根据宪法规定，紧急时可发出敕令执行财政上必要的做法，尔后再由帝国议会认可，因此政府承诺提供2亿日元补偿，要求发布让日银提供贷款的敕令。
28. ↑  作为对宪法70条的解释，枢密院的理由是“本条文的规定针对的是天灾，本次并不属于紧急事态，应召集临时议会制定法律加以应对”。
29. ↑  讨论中还有人对“拆借市场”一词询问是否是煤炭（拆借和煤炭在日语中发音相似）。
30. ↑  枢密顾问官大佬伊东巳代治曾随伊藤博文留洋，回国后又参与过宪法的制定，与伊藤交情深厚，也曾一时持有伊藤创立的立宪政友会党籍，具有亲政友会的立场。因此，枢密顾问官对政友会普遍抱有亲近感。另一方面，宪政会则是继承与伊藤对立的大隈重信流派的政党，因此受到枢密顾问官的厌恶。
31. ↑  枢密院与内阁对立时，内阁并不一定要辞职。但若槻已找不到收拾混乱的方法，因此选择了辞职。
32. ↑  根据宪法规定，发生紧急事态但国会正处于闭会期时，天皇可以发出敕令暂代法律，尔后再由议会认可。
33. ↑  《关于宪法第八条第一款所规定的私法上的延期支付及延长票据保存行为期间的紧急敕令》限制4月22日至5月12日的三星期内的取款额度为500日元。
34. ↑  即二百日元纸币（乙号券）。该纸币为求快速制造，只印刷单面、背面空白，因此俗称“背白”。有一部分确实支付给了储户，但由于背面空白、制作简陋，在市面上使用时被疑为假币，加上该并该纸币的发行非所有警察当局都知情，也发生了当事人被以使用假币罪逮捕的案例。事后该纸币由日本银行回收，已几乎不存在于市面。另外，同时印刷的还有背面空白的急制五十日元纸币（甲号券），不过该纸币未实际发行。
35. ↑  即二百日元纸币（丙号券）。该纸币背面印有红色花纹，因此俗称“背红”。该纸币未实际向储户支付而直接被回收，由日本银行保管以备通胀时之需，在太平洋战争结束后的昭和20年（1945年）8月16日以后发行。

## 外部連結
- 《货币中的近代日本金融史》 3-3 昭和2年金融危机（截止2012年1月21日的网络快照）
  - 日本银行金融研究所 货币博物馆内《金融研究》的卷首随笔，刊登了单面印刷的二百日元乙号券（背白）和未被使用的单面印刷的五十日元纸币票样
- 货币散步道 第51期 金融危机与背白纸币（截止2012年1月21日的网络快照）
  - 日本银行金融研究所货币博物馆内 货币玉匣

- 日本银行百年史 （页面存档备份，存于）
  - 日本银行百年史（第３卷） （页面存档备份，存于）

- 日本银行法令目录(PDF) （页面存档备份，存于）
  - 日本银行特别贷款及损失补偿法（昭和二年五月九日第五十五号法律） （页面存档备份，存于）
  - 关于向台湾金融机构提供贷款的法律（昭和二年五月九日第五十六号法律）